# Johan Brandel
Johan Gustaf Gabriel Brandel, född 31 december 1861 i Stockholm, död 28 september 1918 i Stockholm, var en svensk byggnadsingenjör och byggmästare, huvudsakligen verksam i Stockholm.

## Biografi

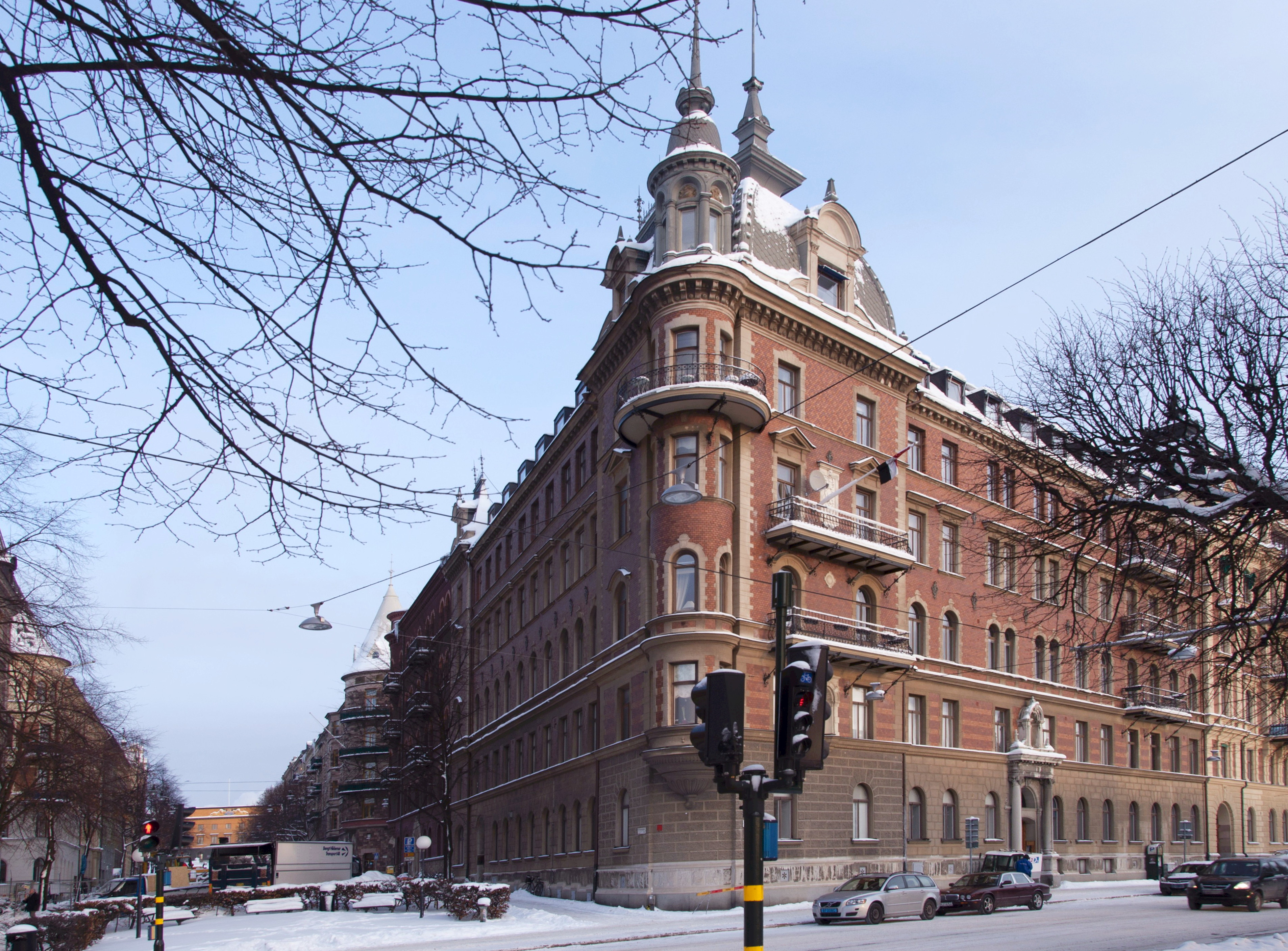
Sergeanten 1 (Strandvägen 35).

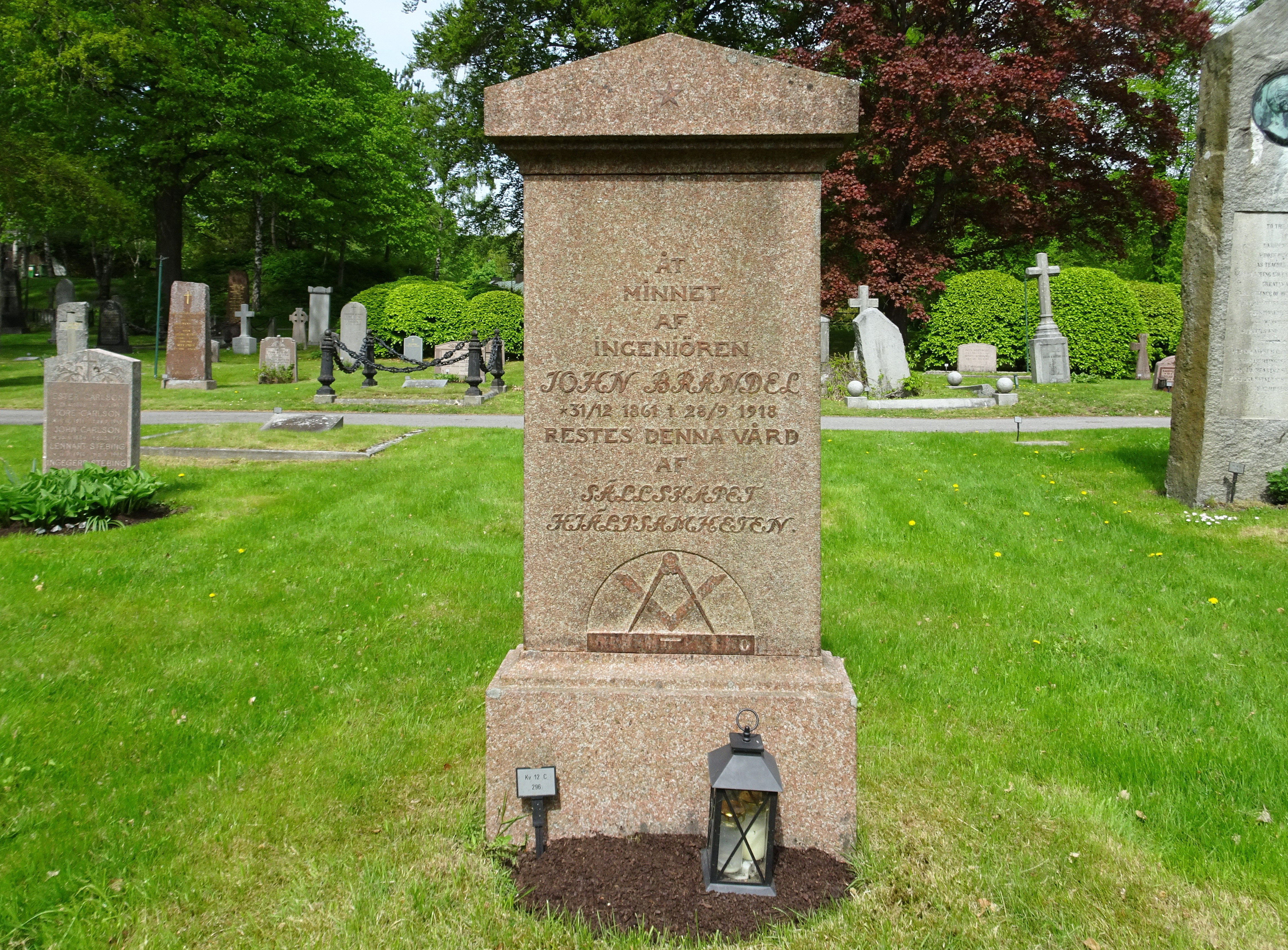
Johan (John) Brandels grav på Norra begravningsplatsen i maj 2022.

Brandel genomgick Byggnadsyrkesskolan vid Tekniska skolan i Stockholm 1880–1883. Mellan 1882 och 1885 var han verkmästare hos byggmästaren J.P. Berggren och 1886 var han anställd hos byggmästarfirman Östlihn & Alderin. Åren 1887 till 1888 studerade han vid Tekniska högskolan Berlin och arbetade i Berlin vid olika arkitektkontor. Han blev den 20 januari 1892 godkänd som byggmästare av Stockholms byggnadsnämnd.
Tillsammans med byggmästaren och arkitekten Per Sundahl drev han tidvis firman Sundahl & Brandel som ibland fungerade både som byggmästare och byggherre. Till hans arbeten räknas Lägret 3 (Torstenssonsgatan 10), Mullvaden andra 20 (Hornsgatan 59), Nebulosa 14 (Odengatan 85) och flerbostadshuset på fastigheten Sergeanten 1 (Strandvägen 35). Den senare uppfördes 1890–1892 tillsammans med Per Sundahl och ritades av arkitekt Johan Laurentz. 
Den 2 februari 1898 invaldes Brandel i Odd Fellow Orden (Logen nr 4 John Ericsson). Han fann sin sista vila på Norra begravningsplatsen där han gravsattes den 4 oktober 1918.